# Se....
Se.... (em inglês: if....) é um filme britânico de 1969, dirigido por Lindsay Anderson, vencedor do Grand Prix do Festival de Cannes daquele ano. Famoso por sua descrição de uma insurreição estudantil armada numa escola pública inglesa, é considerado um marco da cinematografia britânica na época da contracultura dos anos 60.
O filme foi rodado por um diretor ligado ao New British Wave na mesma época com a rebelião estudantil em Paris em maio de 1968, e inclui diversos diálogos e frases tidas como contestadoras do sistema e apologistas da violência como a violência e a revolução são os únicos atos puros, com diversas tomadas surrealistas e alegóricas.
Lançado na Grã Bretanha com uma classificação X de censura, Se.... marca a estréia cinematográfica de Malcolm McDowell, no papel de Mick Travis, que repetiria em mais dois filmes de Anderson. Total Film, a segunda maior publicação de cinema da Grã-Bretanha, classificou-o em 2004 como o 16º maior filme britânico de todos os tempos.

## Elenco
- Malcolm McDowell - Mick
- David Wood - Johnny
- Richard Warwick - Wallace
- Christine Noonan - The Girl
- Robert Swann - Rowntree
- Peter Jeffrey - Headmaster
- Arthur Lowe - Housemaster

## Prêmios e indicações

### Prêmios
Festival de Cannes
- Palma de Ouro (1969)

### Indicações
Bafta
- Melhor diretor (1969)
- Melhor roteiro (1969)

 Globo de Ouro
- Melhor filme estrangeiro em língua inglesa (1970)